# Male Poljane
Male Poljane – wieś w Słowenii, w gminie Škocjan. W 2018 roku liczyła 38 mieszkańców.